# Adam Lazzara
Adam Burbank Lazzara (Sheffield, 22 de Setembro de 1981) é o líder da banda americana de rock Taking Back Sunday. Além de cantar, ele ocasionalmente toca guitarra e gaita. 

## Biografia
Adam Lazzara nasceu em Sheffield, Alabama. Mudou-se para High Point, na Carolina do Norte, frequentando a Southwest Guilford High School, antes de se mudar para Long Island. Sua primeira banda foi Dumbfound, uma banda punk formada na metade dos anos 1990 na Carolina do Norte. Atualmente, é o líder da banda Taking Back Sunday.